# Religion en Ouganda
La religion principale en Ouganda (population estimée en 2022 à 42 millions d'Ougandais) est le christianisme, principalement des catholiques et des anglicans, avec une minorité musulmane. L'Ouganda est un pays membre de l'Organisation de la coopération islamique.
La sous-région du Nil-Occidental comporte le plus de chrétiens, quand le district d'Iganga comporte le plus de musulmans. Le Vendredi Saint, le Lundi de Pâques, l'Eid al-Fitr et Noël sont des jours fériés.

## Organisation
La liberté de religion est garantie par la constitution, mais les organisations religieuses doivent être déclarées au gouvernement. Les Églises catholiques, orthodoxes et anglicanes, ainsi que le conseil suprême musulman sont déclarées en tant que trust ou fondations, quand la plupart des autres organisations religieuses sont des ONG.

## Statistiques
| Affiliation                                       | recensement de 1991 | recensement de 2002 | recensement de 2014 |
| ------------------------------------------------- | ------------------- | ------------------- | ------------------- |
| Christianisme (total des confessions chrétiennes) | 85,4 %              | 85,2 %              | 84,5 %              |
| Église catholique                                 | 44,5 %              | 41,9 %              | 39,3 %              |
| Église d'Ouganda (Anglicanisme)                   | 39,2 %              | 35,9 %              | 32,0 %              |
| Pentecôtisme                                      | -                   | 4,6 %               | 11,1 %              |
| Église adventiste du septième jour                | 1,1 %               | 1,5 %               | 1,7 %               |
| Baptisme                                          | -                   | -                   | 0,3 %               |
| Christianisme orthodoxe                           | <0,1 %              | 0,1 %               | 0,1 %               |
| autres chrétiens                                  | 0,6 %               | 1,2 %               | -                   |
| Islam                                             | 10,5 %              | 12,1 %              | 13,7 %              |
| Religions traditionnelles                         | -                   | 1,0 %               | 0,1 %               |
| Bahaïsme                                          | -                   | 0,1 %               | -                   |
| Aucune                                            | -                   | 0,9 %               | 0,2 %               |
| Autres non-chrétiens                              | 4,0 %               | 0,7 %               | -                   |
| Autres                                            | -                   | -                   | 1,4 %               |

## Christianisme

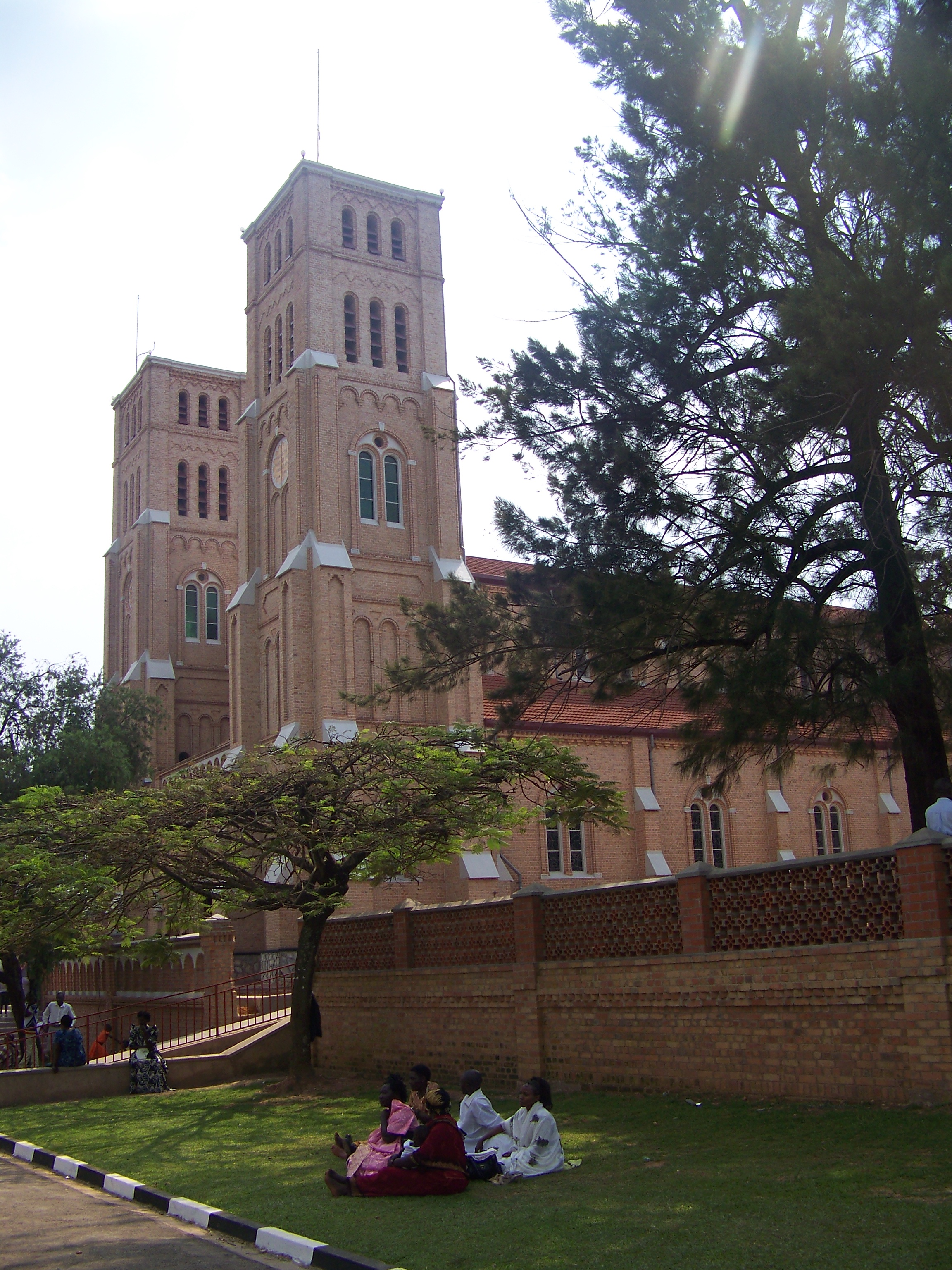
Cathédrale Sainte-Marie de Kampala (Église catholique)
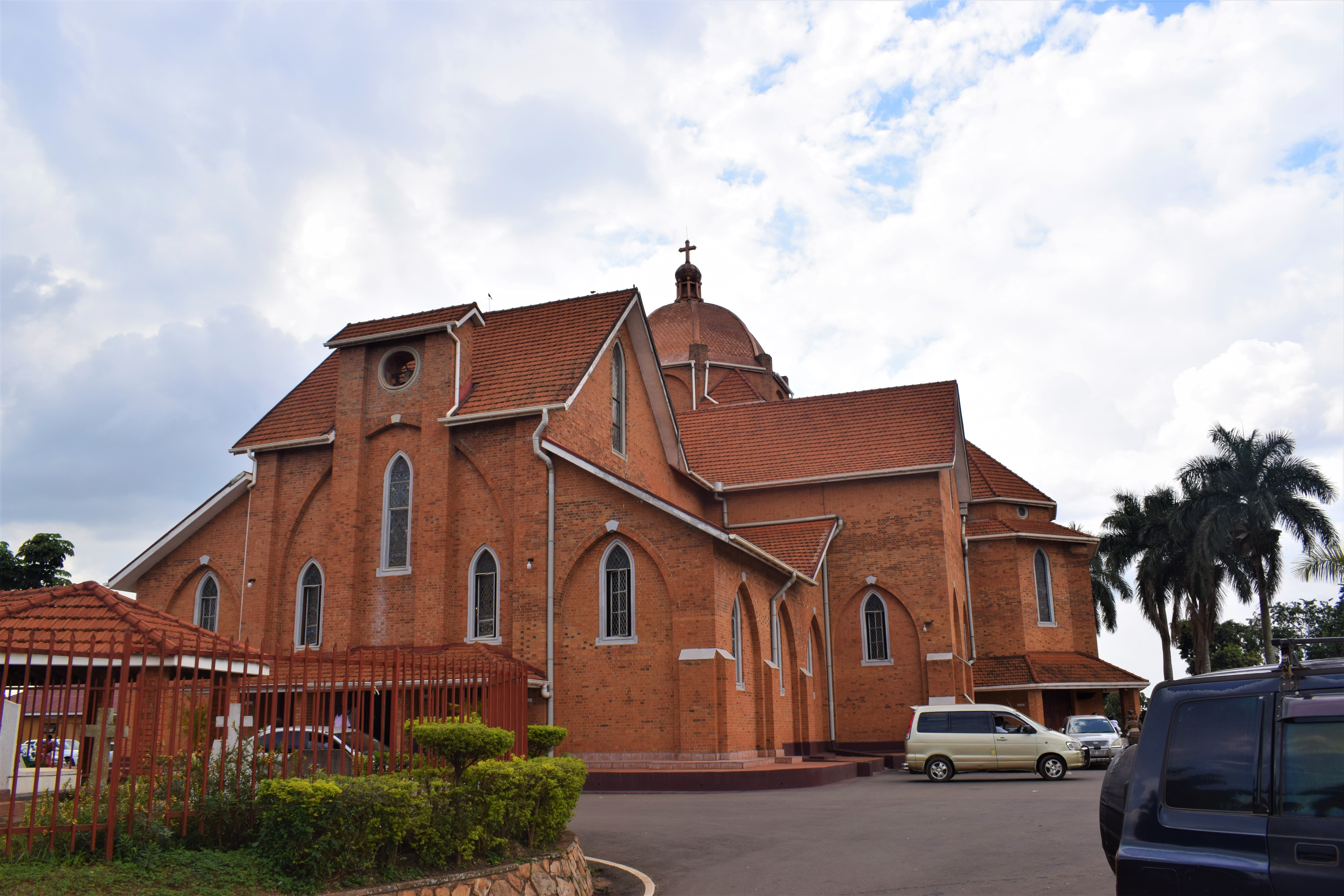
Namirembe Cathedral (Church of Uganda)

Le christianisme est la religion majoritaire en Ouganda. Les confessions principales sont 
l'Église catholique en Ouganda, suivie de l'Église anglicane d'Ouganda (en) (communion anglicane).  
Le catholicisme est la religion de 39,3% de la population ougandaise, selon les données de la CIA en 2010 : Église catholique en Ouganda.
L’Union baptiste d'Ouganda a ses origines dans une mission américaine du Conseil de mission internationale en 1963 .  Elle a été fondée en 1974 . Selon un recensement de l'association publié en 2020, elle disait avoir 1,800 églises et 550,000 membres.
Des chrétiens d'origine musulmane subissent des persécutions de la part de groupes islamistes.
Les Églises évangéliques ougandaises militent activement pour un durcissement des lois qui pénalisent déjà l'homosexualité, et souhaitent par ailleurs favoriser l'instauration de thérapies de conversion pour « guérir » les personnes homosexuelles.
- Branhamisme, pentecôtisme selon William Marrion Branham (1909-1965)
- Église presbytérienne réformée d'Ouganda (en)
- Église de Jésus-Christ des Saints des Derniers Jours en Ouganda (en)
- Orthodoxie orientale en Ouganda (en) '500 000 baptisés revendiqués)

## Islam

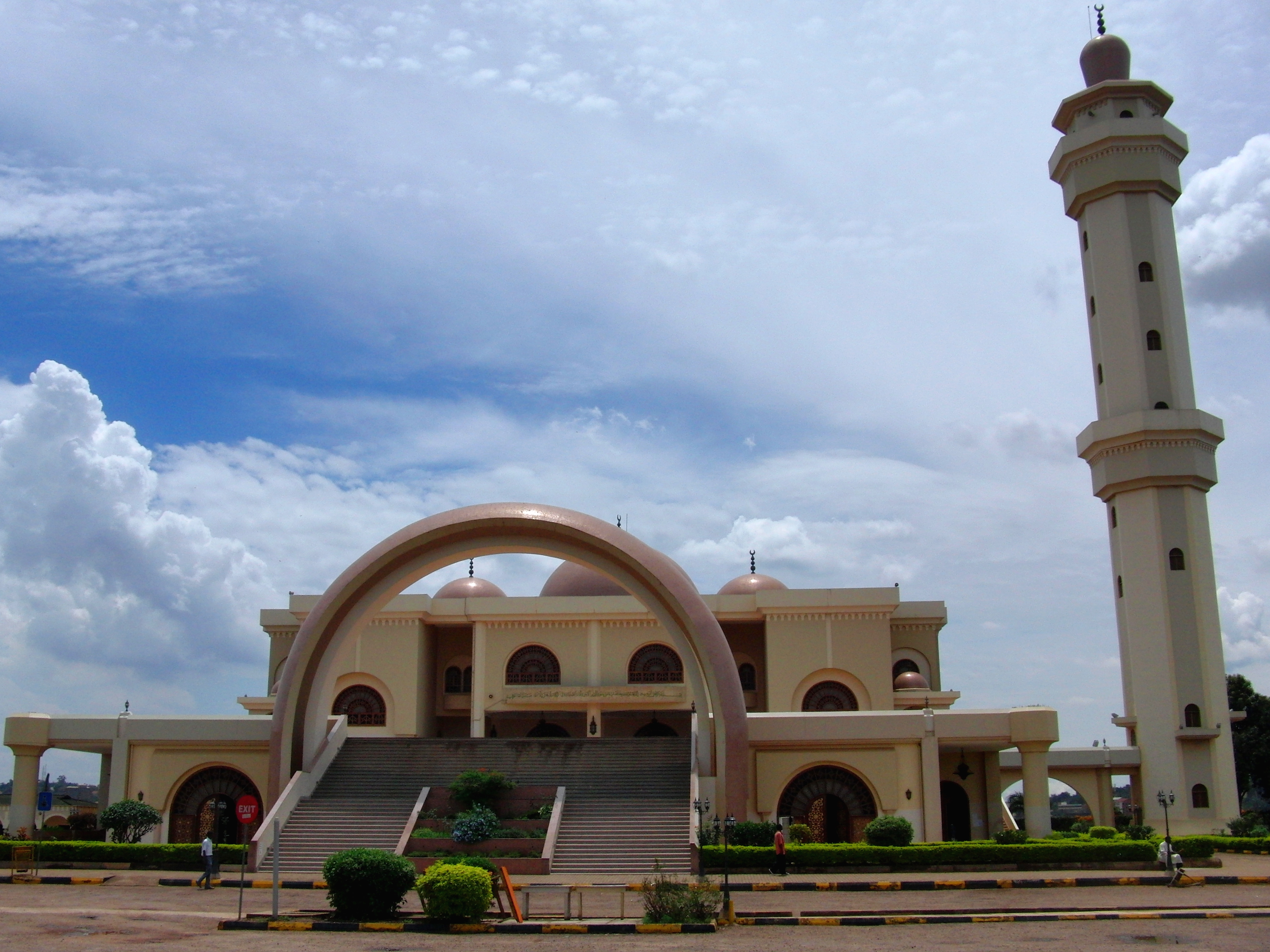
Uganda National Mosque

Les musulmans constituent 13,7 % de la population.

## Religions traditionnelles
Selon le recensement de 2014 seulement 0,1 % de la population suivrait exclusivement les religions traditionnelles africaines, cependant une part beaucoup plus importante d'adhérents à l'islam ou au christianisme continue de pratiquer des rites traditionnels. Une étude de 2010 a montré qu'environ 27 % des Ougandais croient que les sacrifices aux ancêtres peuvent protéger du mal.

## Hindouisme

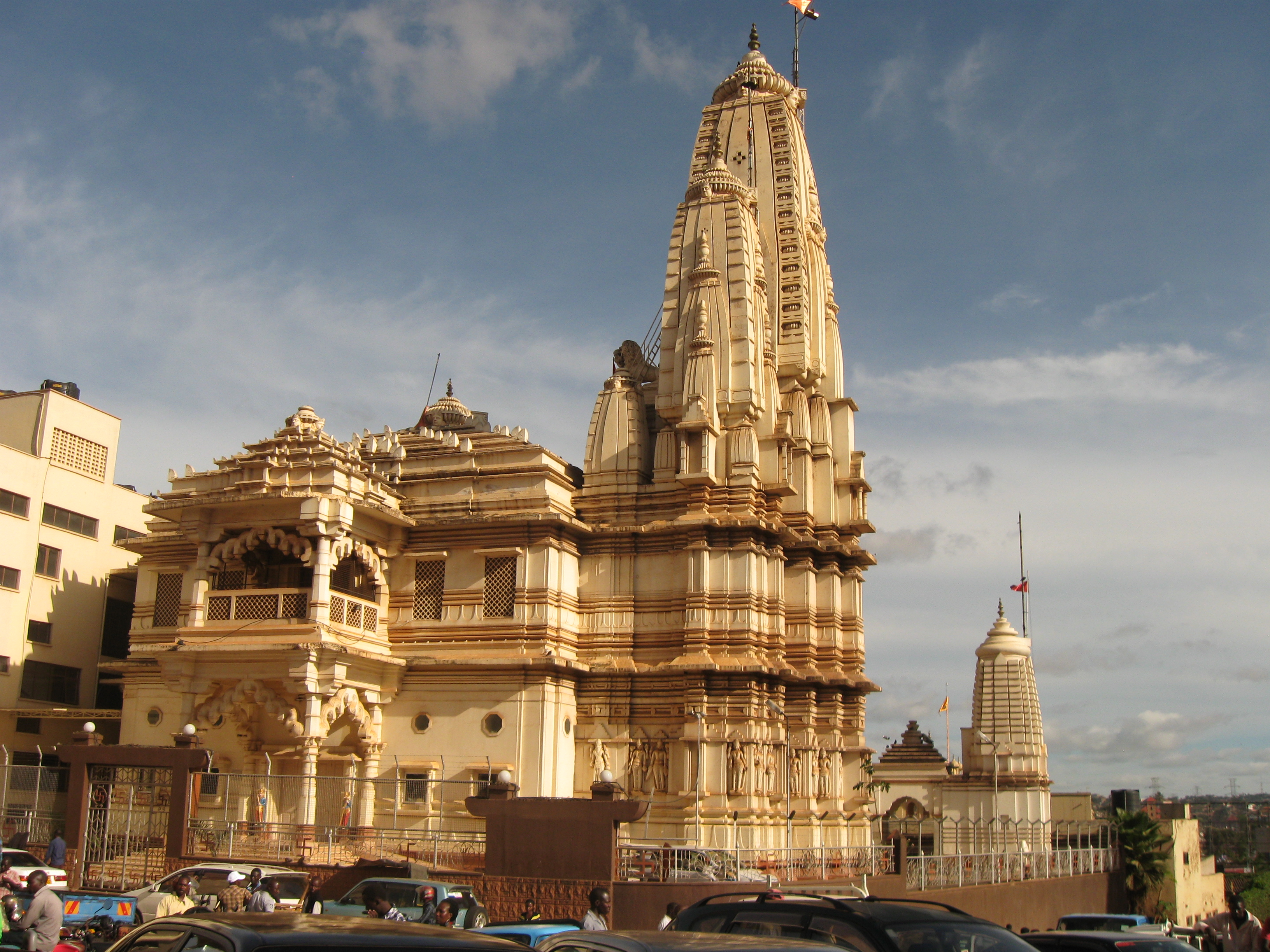
Shree Sanatan Dharma Mandal temple

L'Ouganda compte une importante communauté indienne dont 65% pratiquent l'hindouisme.

## Estimations 2022
- Religions traditionnelles africaines, religions indigènes (<1 % officiellement)
- Christianisme (80-85 %), catholicisme (40 %), anglicanisme (32 %), pentecôtisme (10 %), adventisme, orthodoxie...
  - Mouvement pour la restauration des dix commandements de Dieu (MRTC), secte catholique dissidente
- Islam en Ouganda (10-14 %), Sunnisme, Chiisme, Soufisme, Charia
- Autres positionnements :  bouddhisme[13]
  - Judaïsme, Histoire des Juifs en Ouganda (en)
  - Hindouisme en Ouganda (en) (un peu plus de 350 000 hindouistes en 2015), Expulsion de la communauté sud-asiatique d'Ouganda (1972)
  - Bahaïsme en Angola (< 100 000
  - Mouvement de l'Esprit-Saint (en), Insurrection de l'Armée de Résistance du Seigneur (1986)
- Liberté de religion en Ouganda (en)
- Irréligion en Ouganda (en) (2,9 %)